# Деиндустриализация

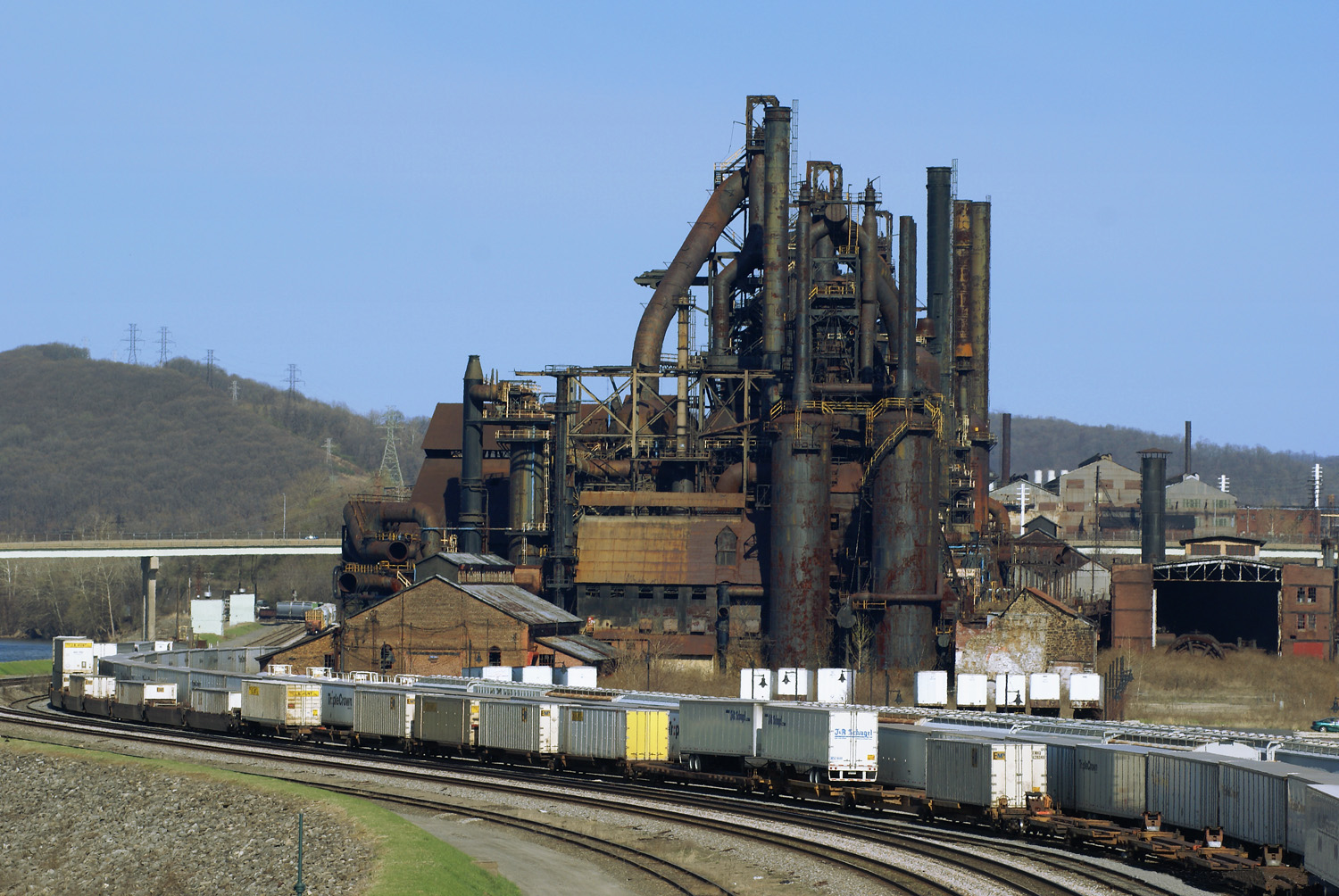
Металлургический комбинат Bethlehem Steel в Бетлехеме, Пенсильвания, одно из крупнейших предприятий отрасли в XX веке, прекратил большинство операций в 1982, признан банкротом в 2001 и окончательно закрыт в 2003.

Деиндустриализация — процесс социальных и экономических изменений, вызванных снижением или полным прекращением индустриальных активностей в регионе или стране, особенно в тяжелой промышленности и в индустриальном производстве. Деиндустриализация противопоставляется индустриализации.
Существуют различные интерпретации того, что такое деиндустриализация. Многие связывают американскую деиндустриализацию с массовым закрытием заводов автопроизводителей в так называемом «Ржавом поясе» в период с 1980 по 1990 гг. Федеральная резервная система США повысила процентные и валютные ставки, начиная с 1979 года и до 1984 года, что автоматически вызвало падение цен на импорт. В это время в Японии быстро росла производительность труда, что привело к упадку станкостроительного сектора США. Вторая волна деиндустриализации произошла между 2001 и 2009 годами, кульминацией которой стало спасение автопроизводителей GM и Chrysler.

## Причины деиндустриализации

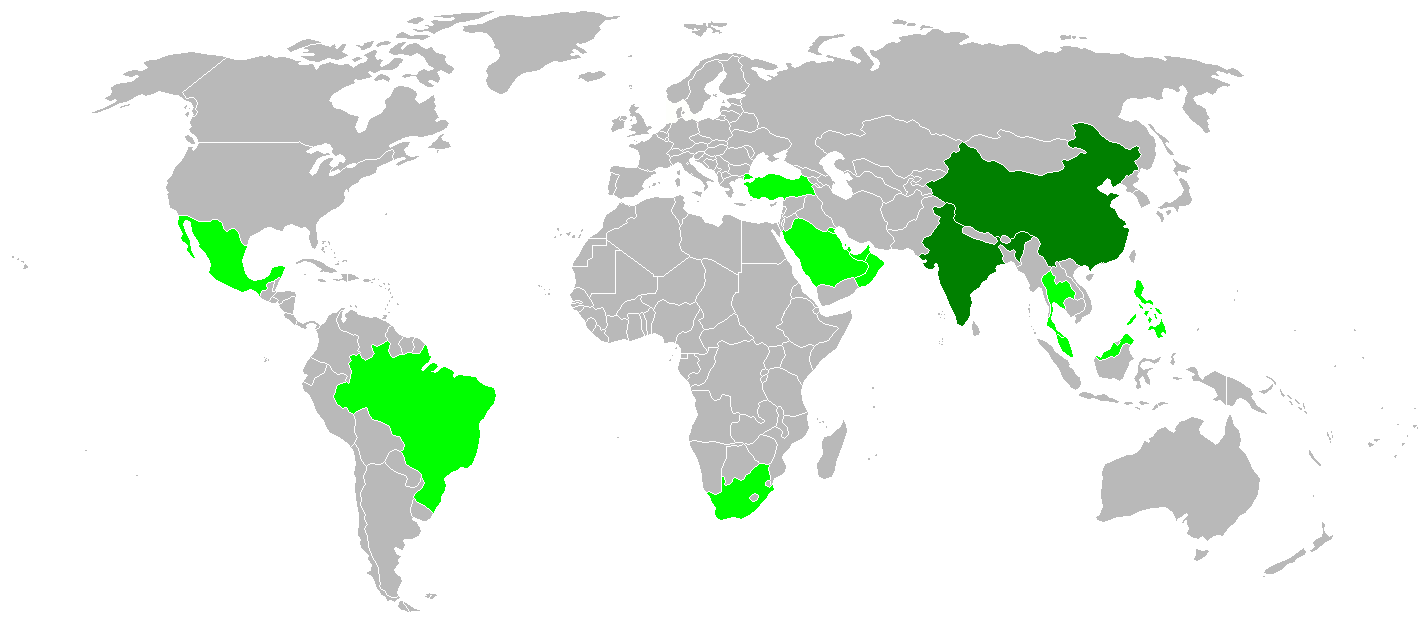
Страны, выделенные зелёным цветом, рассматриваются в настоящее время индустриализирующимися нациями. Китай и Индия (тёмно-зелёные) в особенной степени.

Существуют ряд причин, которые могут способствовать деградации и сокращению промышленности:
- Снижение занятости в обрабатывающей промышленности из-за условий, делающих такую деятельность невозможной (например, военный конфликт, тяжелый экономический кризис).
- Переход в экономике от производства товаров к сфере услуг. По мере развития стран производство часто сокращается, поскольку производство перемещается в страны, где стоимость найма рабочей силы ниже.
- Дефицит торгового баланса, последствия которого исключают инвестиции в производство. Если количество импортируемых в страну товаров превышает количество производимых в стране, она сталкивается с торговым дисбалансом, который может сократить ресурсы, необходимые для поддержки отечественного производства.

## Симптомы

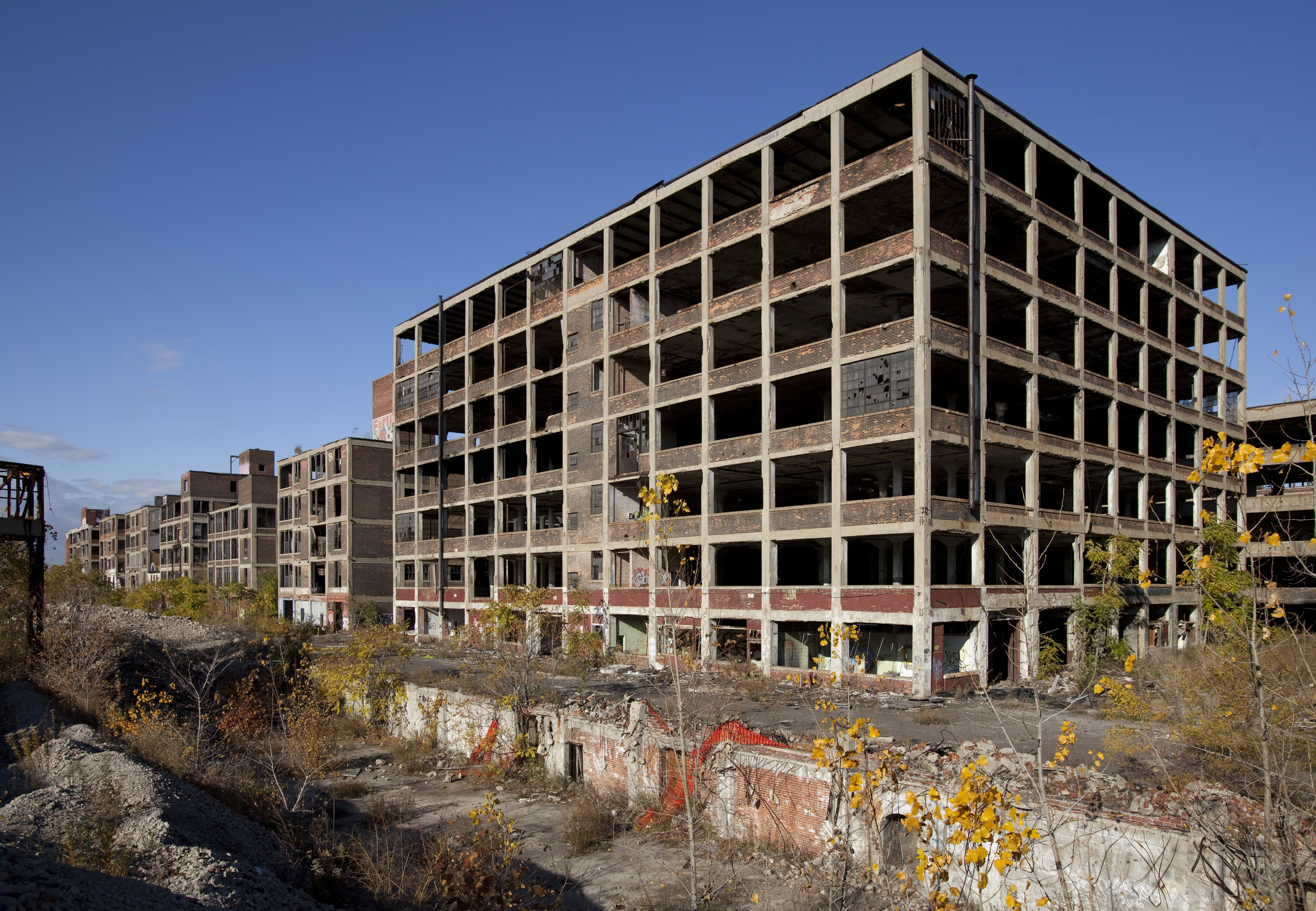
Бывший автомобильный завод Packard в Детройте, считается символом упадка города и автомобильной индустрии США.

Существует несколько различных симптомов деиндустриализации. Каинкросс (1982) и Левер (1991) предлагают четыре возможных определения симптомов деиндустриализации:
- последовательное снижение объёмов промышленного производства или занятости населения в производственном секторе. Следует отличать такую симптоматику от процессов затяжных циклических рецессий экономики;
- процесс миграции от производства товаров к производству услуг, при котором в конечном продукте уменьшается доля промышленного производства и увеличивается доля услуг. Это же относится и к изменению соотношения количества занятого в производстве товаров и производстве услуг населения. Следует иметь в виду, что абсолютный рост производства услуг (или числа населения трудоустроенного в этом секторе) при отсутствии снижения объемов производства не означает процесса деиндустриализации;
- сокращение объёмов промышленного производства в структуре экспорта страны или региона;
- длительное сохранение состояния дефицита торгового баланса, приведет к невозможности расплачиваться за импорт, и, следовательно, приведет к новому витку падения промышленного производства.

## Деиндустриализация в России

### Полная или частичная
Августовский путч и последующий распад СССР повлекли много негативных событий в экономике постсоветских государств и в конечном итоге привели к полной или частичной остановке огромного количества промышленных предприятий. Это стало результатом того, что их продукция была либо совсем не востребована, либо вытеснялась более дешёвым или более качественным импортом.

### Локальная деиндустриализация
Во многих крупных городах России и других стран нередко происходят случаи переноса заводов из центра на периферию, пригороды или даже другие регионы, что объясняется огромной стоимостью земли под предприятиями. Яркими примерами этого табачная фабрика «Ява», принадлежащая «BAT», переехавшая в Саратовскую область и многие другие предприятия Москвы, которые переехали в Подмосковье или другие регионы.
В центре Санкт-Петербурга также деиндустриализуются целые кварталы, предприятия с которых переезжают в новые районы Петербурга или Ленобласть; например, в начале 2010-х годов был полностью деиндустриализован под застройку промышленный квартал на Уральской улице.